# Gliese 581
Gliese 581 (/ˈɡliːzə/, abbreviato GJ 581; HO Librae) è una stella situata nella costellazione della Bilancia. È una debole nana rossa, variabile del tipo BY Draconis, che costituisce l'ottantasettesimo sistema stellare più vicino alla Terra, distante circa 20,3 anni luce.
Attorno alla debole stella orbita un sistema planetario costituito da tre pianeti, individuati secondo tecniche astrometriche, anche se per un certo periodo si è pensato che i pianeti del sistema Gliese 581 fossero sei.
Il primo pianeta individuato attorno alla stella è stato Gliese 581 b, la cui scoperta fu annunciata nel 2005. Il sistema è però salito alla ribalta delle cronache nel 2007, quando si è ipotizzato che il pianeta "c", una super Terra allora appena scoperta, potesse essere potenzialmente abitabile in virtù della sua collocazione allora ritenuta nella zona abitabile del sistema; analisi successive hanno però escluso questa possibilità, dal momento che il pianeta è ben più interno della zona abitabile e che, stando ai modelli climatici sviluppati per i pianeti rocciosi conosciuti, Gliese 581 c potrebbe essere affetto da un effetto serra simile a quello di Venere. Assieme al pianeta "c" fu annunciata la scoperta di un terzo pianeta, Gliese 581 d, che si pensava fosse ai margini esterni della zona abitabile, mentre un altro pianeta, Gliese 581 e, il più vicino alla stella madre, fu annunciato nell'aprile 2009: orbita ad una distanza dalla stella pari a circa un decimo della distanza che divide Mercurio dal Sole.
Nel settembre del 2010 fu annunciata la scoperta di un quinto e di un sesto pianeta, Gliese 581 f e Gliese 581 g; GJ 581 g sembrava all'interno della zona abitabile ed era pertanto il primo candidato ad essere abitabile. Una successiva analisi dei dati astrometrici ha messo in dubbio l'esistenza degli ultimi due pianeti, che rimasero "non confermati".
Nel luglio 2014 un ulteriore studio dimostrò che anche il pianeta "d" non esisteva e il suo segnale era un artefatto causato dall'intensa attività stellare. Tuttavia una successiva rianalisi dei dati suggerisce che il pianeta "d" potrebbe realmente esistere, nonostante la variabilità della stella.

## Osservazione
Gliese 581 si trova nella porzione orientale della costellazione della Bilancia, quasi al confine con Scorpione ed Ofiuco, e più precisamente a nord-est di δ Librae, a nord di γ Librae e Graffias (β Scorpii), e a sud-ovest di ε (Yed Posterior) e δ Ophiuchi (Yed Prior). Si tratta tuttavia di una stella di magnitudine +10,6, dunque ben più debole della magnitudine 6, che costituisce il limite di visibilità ad occhio nudo in un cielo terso e privo della Luna; per poter osservare l'astro è dunque necessario munirsi di un adeguato strumento, come un telescopio.
La stella si trova nell'emisfero celeste australe, tuttavia la sua posizione prossima all'eclittica la rende potenzialmente osservabile da tutte le regioni abitate della Terra. Il periodo più adatto per la sua osservazione è compreso fra i mesi di aprile e luglio, dall'emisfero boreale, e per qualche mese in più da quello australe.

## La stella
La stella centrale del sistema di Gliese 581 è una debole nana rossa di classe spettrale M3V. Le nane rosse sono tutte stelle più piccole del Sole (la loro massa infatti non supera il 40% della massa solare), motivo per il quale esse bruciano l'idrogeno nei loro nuclei ad una velocità significativamente più bassa. La sua massa è pari al 31% della massa della nostra stella e il raggio 0,29 volte quello del Sole. L'età della stella è incerta: fu stimata tra i 7 e 11 miliardi di anni nel 2007, tuttavia studi più recenti riducono la sua età a poco più di 4 miliardi di anni. Gliese 581 è una stella povera in metalli, avendo un rapporto Fe/He pari a −0,25.

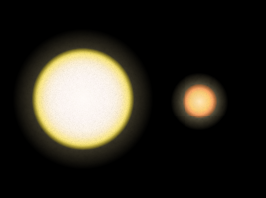
Raffronto tra le dimensioni del Sole (a sinistra) e di Gliese 581 (a destra).

Data la sua magnitudine apparente, pari a circa +10,6 (che la rende invisibile ad occhio nudo), e la distanza di 20,3 anni luce, è possibile stimare che la stella abbia una temperatura effettiva di 3200 kelvin ed una luminosità pari a circa lo 0,2% della luminosità solare. Tuttavia, poiché tutte le nane rosse irradiano principalmente nell'infrarosso vicino, con picchi di emissione localizzati a circa 830 nm (per raffronto, il picco di emissione del Sole è collocato a 530 nm, nel mezzo dello spettro visibile), una simile stima sarebbe riduttiva nei confronti della luminosità totale della stella. Se si tiene in considerazione l'intera emissione elettromagnetica (correzione bolometrica), la luminosità totale della stella raggiunge l'1,3% della luminosità solare complessiva. Pertanto, un pianeta orbitante attorno alla nana rossa, perché possa ricevere dalla sua stella una quantità di radiazioni (insolazione) simile a quella che la Terra riceve dal Sole, dovrebbe trovarsi ad una distanza minore di quella a cui orbita la Terra; questa regione di spazio, tale che la quantità di radiazioni che la permeano permetta il mantenimento di acqua allo stato liquido, è detta "zona abitabile". L'estensione di questa regione non è fissa ed è altamente variabile di sistema in sistema. Secondo le stime di alcuni astronomi, la zona abitabile del sistema di Gliese 581 si estende tra 0,11 e 0,28 unità astronomiche dalla stella, anche se la potenziale abitabilità dei pianeti dipende dalla presenza di altri fattori, quali una densa atmosfera ricca di acqua e anidride carbonica e dotata di una discreta copertura nuvolosa.
GJ 581 è classificata come una variabile BY Draconis, la cui variabilità dipende dalla presenza sulla fotosfera di macchie analoghe a quelle solari. Il General Catalogue of Variable Stars dà per l'astro una magnitudine al massimo di 10,56 e al minimo di 10,58; ne risulta quindi un range di variabilità piuttosto basso, 20 mmag (0,020 magnitudini), molto vicino al margine di errore, ma sembra comunque trattarsi più probabilmente di un fenomeno di variabilità a lungo termine. Misurazioni condotte dal MOST hanno invece mostrato fenomeni di variabilità a breve termine, con un range di variazione di circa 5 mmag (0,5%) lungo un periodo di un paio di settimane. Per via della massa si esclude che la stella possa essere una variabile a flare, anche se è stata proposta, grazie alla misura di un limite superiore alla sua emissione X con ROSAT, una sua probabile emissione di raggi X.

## Il sistema planetario

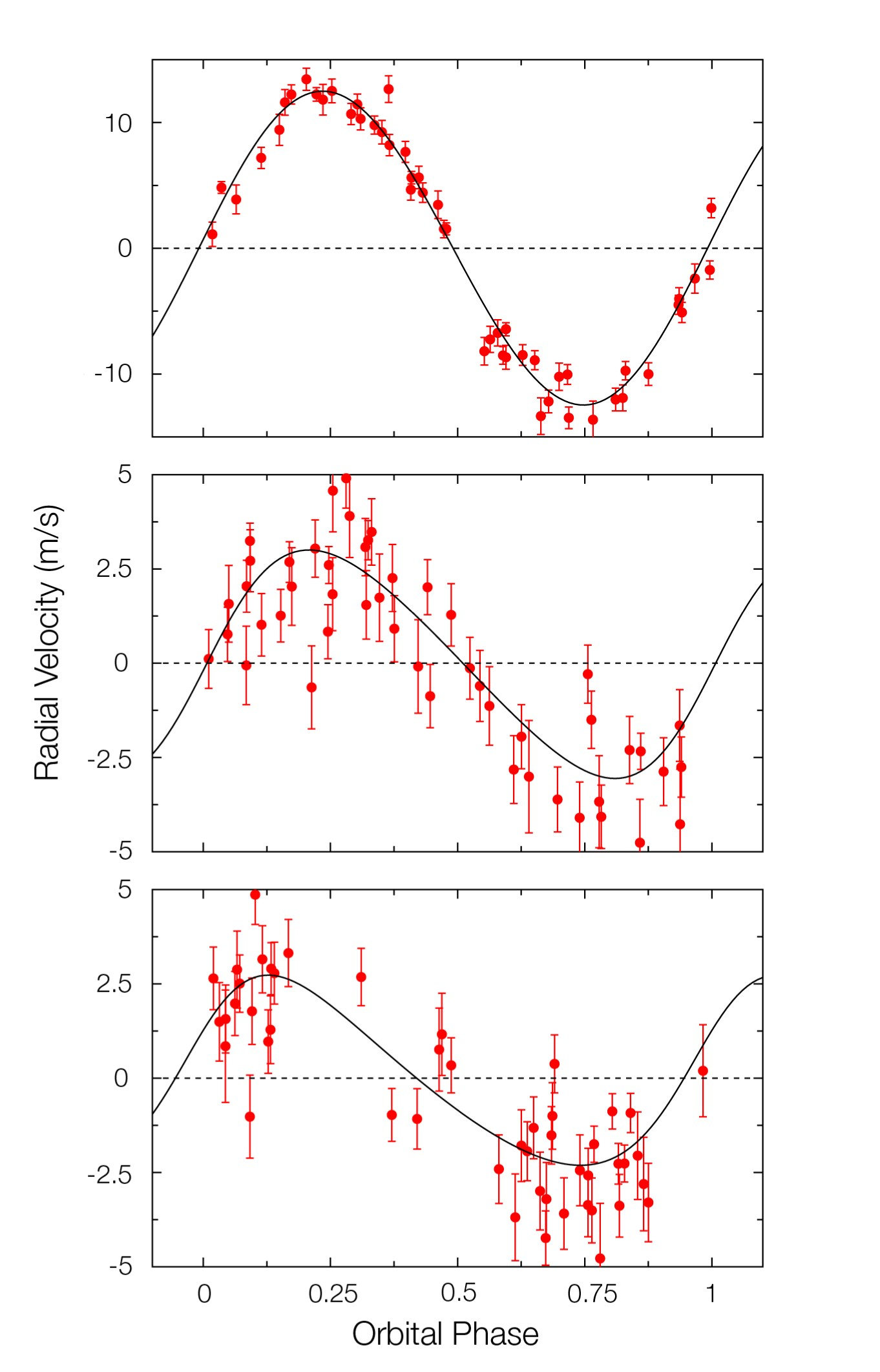
Modello kepleriano a tre pianeti delle variazioni della velocità radiale di Gliese 581. I grafici mostrano la curva di velocità che risulta dalle influenze di tre dei sei pianeti; i punti rappresentano i valori di velocità radiale osservati, previa rimozione degli effetti degli altri due pianeti.

Tre sono i pianeti noti in orbita attorno a Gliese 581, assieme ad un disco di detriti. Tutti e tre i pianeti si trovano molto in prossimità della propria stella e le loro orbite sono quasi circolari. In ordine di distanza dalla stella, i pianeti sono rispettivamente, Gliese 581 e, Gliese 581 b e Gliese 581 c. Le lettere rappresentano l'ordine di scoperta, con b che è stato il primo pianeta ad essere scoperto attorno alla stella (la lettera d era stata utilizzata per un pianeta non più considerato in seguito esistente). I pianeti sono stati scoperti con il metodo della velocità radiale che permette di stabilire solo i limiti inferiori delle loro masse, senza poter avere informazioni riguardo alle loro dimensioni. La massa minima di b è paragonabile a quella di Urano e Nettuno, mentre c ed e hanno masse minimo un paio di volte quella della Terra. Tutti e tre i pianeti orbitano più internamente rispetto al limite interno della zona abitabile.

### Cronologia delle scoperte
Gigante gassoso delle dimensioni di Nettuno, Gliese 581 b fu il primo pianeta individuato in orbita attorno a Gliese 581, nell'agosto del 2005, grazie ad osservazioni condotte attraverso lo spettrografo HARPS, montato sul telescopio di 3,6 metri di diametro dell'osservatorio di La Silla dell'ESO. Era, allora, il quinto pianeta scoperto in orbita intorno ad una nana rossa. Situato in una posizione molto vicina alla stella (appena 0,04 unità astronomiche - UA -), il pianeta è almeno 16 volte più massiccio della Terra e completa la propria orbita in soli 5,4 giorni.
Osservazioni condotte con lo stesso strumento, portarono all'annuncio nel 2007 della scoperta di altri due pianeti, Gliese 581 c e Gliese 581 d, posti ai margini, rispettivamente interno ed esterno, della zona abitabile del sistema. Dei due, catturò in particolare l'attenzione degli astronomi Gliese 581 d, le cui caratteristiche - un periodo orbitale di 66,8 giorni terrestri e una massa stimata in 5,6 M⊕ - lo rendevano un potenziale candidato per ospitare forme di vita.
La scoperta di un quarto pianeta, Gliese 581 e, fu annunciata il 21 aprile 2009. Con una massa minima stimata in circa 1,7 M⊕, era il pianeta extrasolare ad avere la massa più prossima a quella terrestre scoperto intorno a una stella di sequenza principale. Con un periodo orbitale di 3,15 giorni, risultava essere il pianeta più interno del sistema.

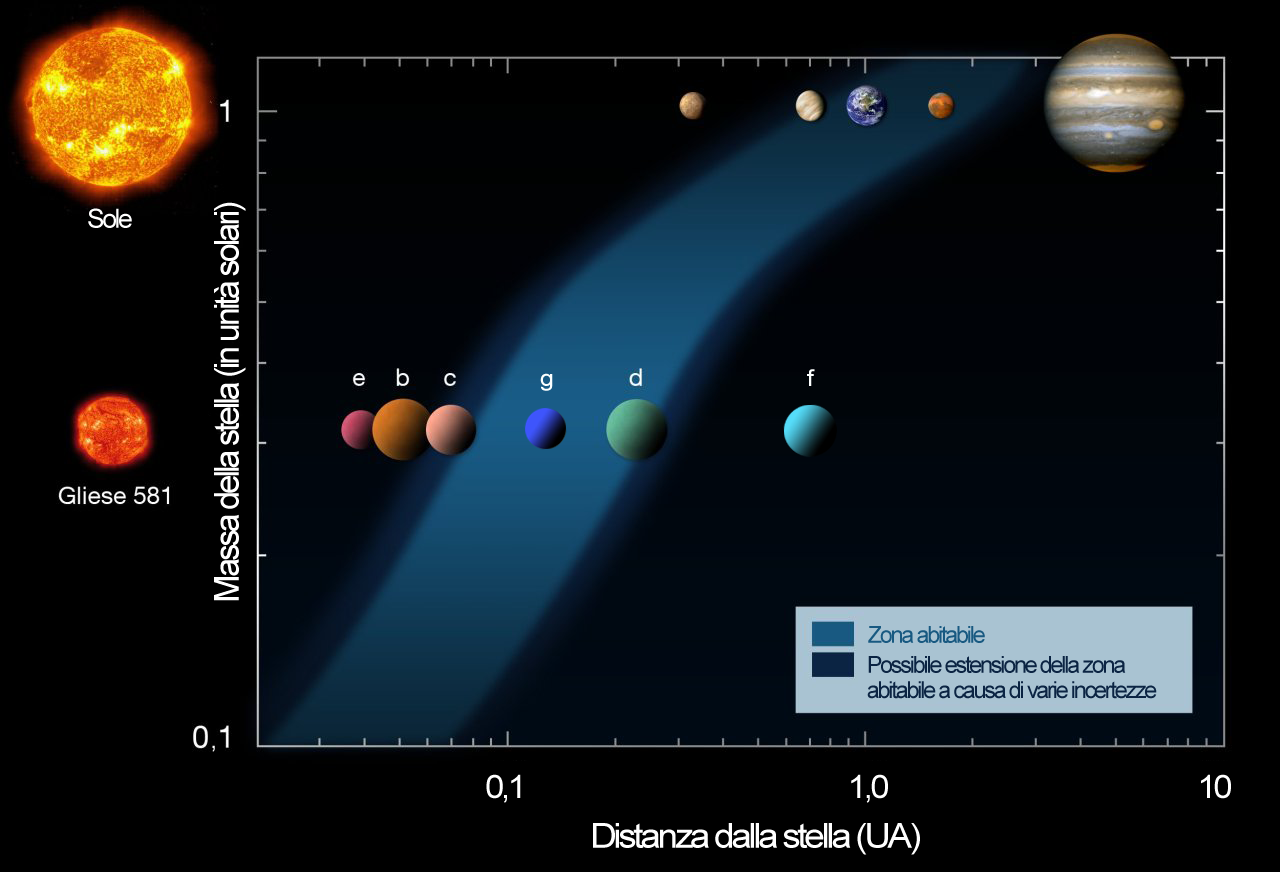
Raffronto tra la zona abitabile del sistema solare e quella del sistema di Gliese 581 in un modello a sei pianeti, prima che fosse smentita l'esistenza dei 3 più esterni.

L'esame dei dati raccolti durante gli undici anni precedenti, tramite gli strumenti HIRES, montato sui telescopi Keck, ed HARPS, condusse alcuni scienziati ad annunciare nel 2010 la scoperta di altri due pianeti, denominati Gliese 581 g e Gliese 581 f. Per il primo dei due, soprannominato Zarmina da uno dei suoi scopritori, era stata stimata una massa compresa tra le 3,1 e le 4,3 masse terrestri e un periodo orbitale di 36,56 giorni; la sua posizione all'interno della zona abitabile del sistema lo rendeva particolarmente interessante per valutarne una potenziale abitabilità; fu inoltre ipotizzato che il pianeta fosse soggetto a un blocco mareale e rivolgesse pertanto alla stella sempre la medesima porzione della superficie (rotazione sincrona). Per Gliese 581 f fu invece stimata una massa di circa 7 masse terrestri ed un periodo di rivoluzione di 433 giorni.
La scoperta di questi ultimi pianeti fu tuttavia messa in dubbio da una successiva analisi dei dati, condotta da F. Pepe e presentata al 276° simposio dell'Unione Astronomica Internazionale (2010), dalla quale non si ebbe alcun riscontro preciso della loro esistenza, motivo per il quale rimasero indicati come non confermati sulla Extrasolar Planets Encyclopaedia. Studi successivi, pubblicati nel settembre del 2011, esclusero in modo definitivo l'esistenza dei due pianeti.
Ulteriori analisi, pubblicate sulla rivista Science nel luglio del 2014, hanno determinato che i segnali che indicavano la presenza di due o forse tre pianeti orbitanti nella zona definita "abitabile" intorno alla stella Gliese 581 (in particolare dei pianeti "d" e "g") erano falsi, essendo stati confusi con il rumore di fondo prodotto dall'intensa attività magnetica della stessa stella, come dichiarato da Paul Robertson, coordinatore del nuovo studio su Gliese 581. La scoperta ha quindi sconfessato le analisi precedenti ed escluso l'esistenza dei pianeti d, g ed f e, in generale, di pianeti abitabili intorno a Gliese 581. Suvrath Mahadevan, uno degli autori dello studio, ha affermato: «La nostra ricerca mette in evidenza come il rumore delle armoniche della rotazione della stella appartengono alla stessa gamma di quelle della sua zona abitabile. Questo aumenta il rischio di rilevazioni di pianeti inesistenti».

### Gliese 581 e

Le orbite dei pianeti di Gliese 581; l'anello azzurro indica l'estensione della zona abitabile.

Gliese 581 e è il pianeta più vicino alla stella madre noto nel sistema di Gliese 581. Completa un'orbita in 3,15 giorni ed è stato stimato che la sua massa non possa essere inferiore a circa 1,7 M⊕, dato che lo rende il pianeta extrasolare ad avere la massa più prossima a quella terrestre scoperto intorno a una stella di sequenza principale. La sua scoperta è stata annunciata il 21 aprile 2009; si riteneva all'epoca che appartenesse al sistema un quarto pianeta, Gliese 581 d, da cui la denominazione come Gliese 581 e.

### Gliese 581 b
Gliese 581 b, è un gigante gassoso delle dimensioni di Nettuno; il pianeta è il più massiccio e il primo ad essere scoperto attorno a Gliese 581, nell'agosto 2005. Al momento della scoperta era anche il quinto pianeta scoperto in orbita intorno ad una nana rossa. Situato in una posizione molto vicina alla stella (appena 0,04 unità astronomiche - UA -), il pianeta è almeno 16 volte più massiccio della Terra e completa la propria orbita in soli 5,4 giorni.

### Gliese 581 c
Gliese 581 c è il pianeta più esterno noto nel sistema di Gliese 581 e fu scoperto nell'aprile 2007 dall'European Southern Observatory. Si ritiene che il pianeta sia di tipo roccioso, con una massa minima stimata sulle 5 masse terrestri – M⊕ – (un terzo della massa di Nettuno) ed un raggio 1,5 volte quello della Terra; si tratta però solamente di supposizioni, in quanto non è possibile effettuare una misura diretta del raggio poiché il pianeta non è un oggetto transitante. Inizialmente si riteneva che il pianeta si trovasse nella zona abitabile del sistema, motivo per il quale si stimava che la temperatura superficiale media del pianeta fosse compresa tra −3 °C (assumendo un'albedo simile a Venere) e 40 °C (con un'albedo simile a quella terrestre). In realtà, misurazioni successive hanno mostrato che GJ 581 c orbita più internamente rispetto al limite interno della zona abitabile del sistema; per di più, riceve dalla stella un irraggiamento superiore del 30% rispetto a quello che Venere riceve dal Sole. Pertanto, ipotizzando anche un eventuale effetto serra, è possibile che le temperature del pianeta siano di gran lunga più elevate (~500 °C), il che lo renderebbe quindi affine per condizioni climatiche proprio a Venere. Alcuni astronomi ritengono che il sistema, nelle prime fasi della sua storia, abbia subito un processo di migrazione planetaria, che avrebbe potuto trasferire Gliese 581 c dalla frost line, regione in cui si sarebbe formato, sino all'attuale posizione; stando a questo modello, il pianeta avrebbe avuto una composizione simile a quella di altri corpi ghiacciati del sistema solare, come il satellite di Giove Ganimede. Gliese 581 c compie un'orbita completa attorno alla stella in poco meno di 13 giorni.

### Gliese 581 d
Osservazioni astrometriche condotte nel 2007 rivelarono la presenza di un terzo pianeta, denominato Gliese 581 d, orbitante attorno alla stella madre in 66,8 giorni terrestri; la sua massa è stata inizialmente stimata in 7,1 M⊕, ma successive misurazioni della velocità radiale della stella ne hanno comportato una riduzione a 5,6 M⊕ (tra un terzo e la metà di quella di Urano),, mentre più tardi, nel 2011, la sua massa fu stimata attorno alle 6 M⊕. Il pianeta orbita nel margine esterno della zona abitabile, il che lo rende un potenziale candidato per assecondare lo sviluppo di eventuali forme di vita.
La sua esistenza fu messa in discussione quando uno studio del 2014 da parte di Paul Robertson e colleghi smentì l'esistenza di "d", affermando che il segnale era un artefatto causato dall'attività stellare e non proveniva da un corpo orbitante attorno a Gliese 581. Tuttavia, una successiva rianalisi dei dati suggerisce che il pianeta potrebbe realmente esistere.

### Disco di detriti
Il 27 novembre 2012, l'Agenzia spaziale europea ha annunciato che tramite osservazioni ottenute dal Herschel Space Observatory aveva scoperto una cintura di comete ad una distanza compresa tra le 25 e 60 UA dalla stella. Dovrebbe avere almeno 10 volte il numero di comete del sistema solare. La scoperta di questa cintura cometaria esclude la presenza di pianeti giganti gassosi oltre le 0,75 UA dalla stella. Tuttavia per mantenere la cintura di comete rifornita nel tempo potrebbe essere richiesta la presenza di un pianeta di massa nettuniana a circa 5 UA dalla stella madre.
Segue un prospetto dei parametri dei vari pianeti noti.
| Pianeta                                                                                           | Tipo            | Massa                  | Periodo orb.             | Sem. maggiore    | Eccentricità | Scoperta |
| ------------------------------------------------------------------------------------------------- | --------------- | ---------------------- | ------------------------ | ---------------- | ------------ | -------- |
| e                                                                                                 | Super Terra     | ≥1,657+0,24 −0,16 M⊕   | 3,14867 ± 0,00039 giorni | 0,029 ± 0,001 UA | 0,125        | 2009     |
| b                                                                                                 | Gigante gassoso | ≥15,20+0,22 −0,27 M⊕   | 5,36841 ± 0,00026 giorni | 0,041 ± 0,001 UA | 0,022        | 2005     |
| c                                                                                                 | Super Terra     | ≥5,652+0,386 −0,289 M⊕ | 12,9191 ± 0,0058 giorni  | 0,074 ± 0,001 UA | 0,087        | 2007     |
| d*                                                                                                | Super Terra     | 6,04 M⊕                | 66,64 ± 0,08 giorni      | 0,22 UA          | 0,205        | 2007     |
| Disco di detriti                                                                                  | -               | -                      | 66,64 ± 0.08             | 25 - 60 UA       | 30° – 70°    | 2012     |
| Prospetto delle distanze dei pianeti dalla stella centrale in un modello a 4 pianeti del sistema. |                 |                        |                          |                  |              |          |

* = Non confermato

### Libri
- (EN) Martin Schwarzschild, Structure and Evolution of the Stars, Princeton University Press, 1958, ISBN 0-691-08044-5.
- AA.VV, L'Universo - Grande enciclopedia dell'astronomia, Novara, De Agostini, 2002.
- J. Gribbin, Enciclopedia di astronomia e cosmologia, Milano, Garzanti, 2005, ISBN 88-11-50517-8.
- W. Owen, et al, Atlante illustrato dell'Universo, Milano, Il Viaggiatore, 2006, ISBN 88-365-3679-4.
- J. Lindstrom, Stelle, galassie e misteri cosmici, Trieste, Editoriale Scienza, 2006, ISBN 88-7307-326-3.
- C. Abbondi, Universo in evoluzione dalla nascita alla morte delle stelle, Sandit, 2007, ISBN 88-89150-32-7.

### Carte celesti
- Tirion, Rappaport, Lovi, Uranometria 2000.0 - Volume II - The Southern Hemisphere to +6°, Richmond, Virginia, USA, Willmann-Bell, inc., 1987, ISBN 0-943396-15-8.
- Tirion, Sinnott, Sky Atlas 2000.0 - Second Edition, Cambridge, USA, Cambridge University Press, 1998, ISBN 0-933346-90-5.
- Tirion, The Cambridge Star Atlas 2000.0, 3ª ed., Cambridge, USA, Cambridge University Press, 2001, ISBN 0-521-80084-6.